# Rhododendron 'Rosy Lights'
Rhododendron 'Rosy Lights' — сорт листопадных рододендронов (азалий) гибридного происхождения из серии сортов с высокой зимостойкостью (англ. Northern Lights Azalea Hybrids), созданной в Университете Миннесоты.
Используется в качестве декоративного садового растения.

## Происхождение

Rhododendron 'Rosy Lights'. Россия. Владимирская область.

Работа над серией ультра-зимостойких рододендронов «Lights» была начата в 1930 году Альбертом Г. Джонсоном (англ. Albert G. Johnson) (согласно другому источнику первые скрещивания были сделаны в 1957 году), позднее к селекционной работе присоединились Леона Снайдер (англ. Leon Snyder) и англ. Harold Pellett.
Первая сорт этой серии — 'Northern Lights', был выпущен в 1978 году. Этот университетский проект продолжается и по сей день, ведутся работы по созданию чисто красных сортов азалий, сортов устойчивых к мучнистой росе и цветущих в июне и даже в июле.
Помимо 'Rosy Lights' сотрудниками Университета Миннесоты были созданы следующие сорта: 'Apricot Surprise' 1987, 'Candy Lights' 2001, 'Lemon Lights' 1996, 'Lilac Lights' 2001, 'Mandarin Lights' 1992, 'Northern Hi-Lights' 1994, 'Northern Lights' 1978, 'Orchid Lights' 1986, 'Pink Lights' 1984, 'Golden Lights' 1986, 'Spicy Lights' 1987, 'Tri Lights' 2003, 'White Lights' 1984.

## Биологическое описание
Высота в 10-летнем возрасте около 90 см, ширина около 60 см, максимальная высота около 250 см.
Листья 70×27 мм, летом зелёные, опушённые, осенью тёмно-красные.
Соцветия конические, терминальные, высотой 70 мм, шириной 40 мм, несут 8—10 цветков.
Цветки 50×60 мм, 5-лепестковые, розовые. Аромат сильный. Тычинок — 5, цвет розовый, пыльники кремово-жёлтые.
Цветение в середине мая — начале июня.

## В культуре
Выдерживает понижения температуры до −34… −36 °C.
Местоположение: солнце, полутень.
Почва кислая, хорошо дренированная. 
Посадка. Оптимальный диаметр ямы для посадки — 60 см, глубина — 40 см. Состав почвенной смеси: кислый верховой торф, садовая земля (суглинок) и сосновая подстилка, взятые в равных частях, или 1 часть садовой земли, 2 части кислого верхового сфагнового торфа. Верховой торф можно заменить сфагнумом.